# Alma (Kirsche)
Alma ist eine zu den Herzkirschen gehörende dunkle Sorte der Süßkirschen.

## Herkunft
Alma wurde 1966 von der Obstbauversuchsanstalt in Jork aus den Sorten Rube und Allers Späte herausgezüchtet. Im Alten Land gibt es immer noch sehr hohe Bestände der Sorte.

## Frucht
Die Frucht ist klein bis mittelgroß. Die Haut ist halbreif dunkelrot und in der Vollreife schwarz. Das mittelfeste saftige Fruchtfleisch ist aromatisch süß. Der Stein ist klein. Sie hat eine sehr hohe Platzfestigkeit und reift in der 6. Kirschwoche.